# Copa ruandesa de futbol
La copa ruandesa de futbol és la màxima competició futbolística per eliminatòries de Ruanda. Fou creada l'any 1975.
Fou coneguda com a Coupe de 5 Juillet, ja que la final se solia disputar aquest dia, Coupe Amahoro, Trophée Président Habyarimana i des del 1995 rep el nom de Coupe de la Paix (Copa de la Pau).

## Historial
Font:
- 1975 : Kiyovu Sports (Kigali)
- 1976 : Rayon Sport (Nyanza)
- 1977 : desconegut
- 1978 : Mukura Victory Sports (Butare) 5-1 Rayon Sport (Nyanza)
- 1979 : Rayon Sport (Nyanza) 3-1 Panthères Noires (Kigali)
- 1980 : Rayon Sport (Nyanza) 2-1 Panthères Noires (Kigali)
- 1981 : Panthères Noires (Kigali)
- 1982 : Rayon Sport (Nyanza) 1-0 Panthères Noires (Kigali)
- 1983 : Panthères Noires (Kigali)
- 1984 : Panthères Noires (Kigali)
- 1985 : Kiyovu Sports (Kigali)
- 1986 : Mukura Victory Sports (Butare)
- 1987 : Panthères Noires (Kigali)
- 1988 : Etincelles FC (Gisenyi)
- 1989 : Rayon Sport (Nyanza)
- 1990 : Mukura Victory Sports (Butare)
- 1991 : desconegut
- 1992 : Mukura Victory Sports (Butare)
- 1993 : Rayon Sport (Nyanza)
- 1994-95 : APR FC (Kigali)
- 1996 : APR FC (Kigali)
- 1997 : Rwanda FC (Kigali)
- 1998 : Rayon Sport (Nyanza) venç per abandonament a Kiyovu Sports (Kigali)
- 1999 : APR FC (Kigali)
- 2000 : APR FC (Kigali)
- 2001 : Les Citadins FC (Kigali) venç APR FC (Kigali)
- 2002 : APR FC (Kigali)
- 2003 : Rayon Sport (Nyanza)
- 2004 : no es disputà
- 2005 : Rayon Sport (Nyanza) 3-0 Mukura Victory Sports (Butare)
- 2006 : APR FC (Kigali) 1-0 ATRACO FC
- 2007 : APR FC (Kigali) 2-0 ATRACO FC
- 2008 : APR FC (Kigali) 4-0 ATRACO FC
- 2009 : ATRACO FC 1-0 Mukura Victory Sports
- 2010 : APR FC (Kigali) 1-0 Rayon Sport
- 2011 : APR FC (Kigali) 4-2 (pr.) Police FC Kibungo
- 2012 : APR FC (Kigali) 2-1 (pr.) Police FC Kibungo
- 2013 : AS Kigali 3-0 Muhanga
- 2014 : APR FC (Kigali) 1-0 Police FC Kibungo
- 2015 : Police FC Kibungo 1-0 Rayon Sport
- 2016 : Rayon Sport 1-0 APR FC
- 2017 : APR FC (Kigali) 1-0 Espoir FC[2][3]
- 2018 : Mukura Victory Sports (Butare) 0-0 (pr., 3-1 pen) Rayon Sport[4]
- 2019 : AS Kigali 2-1 (pr.) Kiyovu Sports (Kigali)